# كليف بارتون
كليف بارتون (بالإنجليزية: Cliff Barton)‏ هو لاعب هوكي الجليد أمريكي، ولد في 3 سبتمبر 1907 في سولت سانت ماري في الولايات المتحدة، وتوفي في 14 سبتمبر 1969.

## وصلات خارجية
- كليف بارتون على موقع دوري الهوكي الوطني (الإنجليزية)
- كليف بارتون على موقع قاعة مشاهير الهوكي (لاعب أن.إتش.أل) (الإنجليزية)
- كليف بارتون على موقع EliteProspects.com (الإنجليزية)
- كليف بارتون على موقع HockeyDB.com (الإنجليزية)
- كليف بارتون على موقع Hockey-Reference.com (الإنجليزية)